# بوبكر مانسالي
بوبكر مانسالي (بالفرنسية: Boubacar Mansaly)‏ (مواليد 4 فبراير 1988 في غيدياواي - السنغال) لاعب كرة قدم سنغالي يلعب حاليا لصالح نادي الدرجة الأولى سانت إتيان الفرنسي منذ 2006 في مركز الوسط المحوري .

## روابط خارجية
- بوبكر مانسالي على موقع الاتحاد الأوربي (الإنجليزية)
- بوبكر مانسالي على موقع اتحاد تركيا (لاعب) (الإنجليزية)
- بوبكر مانسالي على موقع رابطة كرة القدم الفرنسية للمحترفين (الإنجليزية)
- بوبكر مانسالي على موقع قاعدة بيانات كرة القدم.إي يو (الإنجليزية)
- بوبكر مانسالي على موقع ليكيب (الفرنسية)
- بوبكر مانسالي على موقع Soccerbase.com (لاعب) (الإنجليزية)
- بوبكر مانسالي على موقع Soccerway.com (الإنجليزية)
- بوبكر مانسالي على موقع عالم كرة القدم.نت (الإنجليزية)
- بوبكر مانسالي على موقع كووورة
- بوبكر مانسالي على موقع AS.com (الإسبانية)